# Capitán Miranda (Paraguay)
Capitán Miranda ist ein Distrikt im Departamento Itapúa in Paraguay mit rund 14.000 Einwohnern. Er grenzt an die Stadt Encarnación und wurde im Jahr 1957 als Abspaltung vom Distrikt Encarnación geschaffen. Er ist nach einem im Chacokrieg gefallenen Soldaten aus Encarnación benannt. Der Distrikt wird oft als Schmelztiegel der Rassen bezeichnet, aufgrund seiner großen ethnischen Heterogenität. Der offizielle Beiname ist Hauptstadt des Gartenbaus (Capital de la Horticultura).

## Geschichte
Der Distrikt wurde zunächst vom indigenen Volk der Mbya besiedelt, die ursprünglich aus dem Gebiet des heutigen Departamento Caaguazú kamen. Sie gingen im damals existierenden dichten tropischen Urwald dem Jagen und Sammeln nach. Mit den spanischen Kolonisatoren kamen die ersten Jesuiten als Missionare in diese Gegend, die moderne Techniken wie das Schmieden und die Herstellung von eisernen Werkzeugen mitbrachten. Auch Musikinstrumente, die Malerei, Keramik und der Pflug waren den Ureinwohnern bis dahin unbekannt.
Im Jahr 1917 kamen die ersten europäischen Einwanderer in das Gebiet. Sie stammten aus Wolhynien in der Ukraine. 1927 gründeten sie im heutigen Distrikt Capitán Miranda die Kolonie Nueva Volyn. Im Jahr 1949 waren von den 95 Grundstücken 77 im Besitz ukrainischer, russischer oder polnischer Einwanderer. Es kamen auch deutsche Einwanderer aus dem brasilianischen Bundesstaat Rio Grande do Sul in die Kolonie Volyn. Von 1950 bis 1964 kamen Belgier aus dem Kongo hinzu. Ab 1954 folgten Einwanderer aus Japan, die sich in der Kolonie Federico Chávez niederließen. Nachdem im Jahr 1959 ein Abkommen zwischen Paraguay und Japan zur Aufnahme von 85.000 japanischen Staatsangehörigen geschlossen wurde, kamen weitere hinzu, die die Kolonien Fuji und Pirapó gründeten. Die von den Einwanderern geschaffenen Arbeitsplätze zogen ärmere, einheimische Familien aus ganz Paraguay an.

## Wirtschaft
Der Hauptwirtschaftszweig ist die Landwirtschaft. Die wichtigsten Erzeugnisse sind Tomaten und Paprika, die in Gewächshäusern angebaut werden. Des Weiteren werden u. a. Kopfsalat, Gurken, Kohl, Melonen und Kürbisse geerntet.

## Flughafen
Im Distrikt Capitán Miranda befindet sich der im Jahr 2010 gebaute Flughafen Teniente Amín Ayub González (IATA: ENO, ICAO: SGEN), der seit 2016 auch für Nachtflüge ausgerüstet ist. Der reguläre Flugverkehr verbindet die Stadt Encarnación mit der Hauptstadt Asunción.